# Patricio G. Mariano
Patricio Mariano y Geronimo (* 17. März 1877 in Manila; † 28. Januar 1935 in Manila) war ein philippinischer Dramatiker, Dichter, Journalist, Schriftsteller, Revolutionär, Komponist, Musiker und Maler. Er gilt als der bedeutendste Schriftsteller, Komponist und Übersetzer der Sprache des Tagalog im 20. Jahrhundert auf den Philippinen.

## Leben
Mariano wurde als Sohn von Petronilo Mariano und Dionisia Geronimo in Santa Cruz, einem heutigen Stadtteil Manilas, geboren. 
Seine Ausbildung erhielt er an der Ateneo Municipal, heute Ateneo de Manila University, und dem Colegio de San Juan de Letran. Er studierte Buchhaltung an der Escuela de Artes y Oficios und schloss mit dem Bachelor of Arts an der Liceo de Manila, heute Manila Central University, ab.
Er schloss sich 1896 während der philippinischen Revolution dem Katipunan an und wurde von Jose Dizon, einem früheren Mitglied der La Liga Filipina und eines Gründers des Katipunan, in der Organisation eingewiesen. Im Jahr 1898 wurde er die rechte Hand von Ambrosio Rianzares Bautista, einem Berater von General Emilio Aguinaldo, dem späteren Präsidenten. In Malolos wurde er Herausgeber der Imprenta de Malolos und schrieb als Journalist für die Zeitungen El Heraldo de la Revolucion und Ang Kaibigan ng Bayan. Nach dem Philippinisch-Amerikanischen Krieg ging er nach Manila zurück, wo er für die regelmäßig erscheinenden Zeitungen Los Obreros, Ang Paggawa, Katwiran, Lunas ng Bayan, El Renacimiento Filipino, La Vanguardia und Taliba schrieb.
Er starb am 28. Januar 1935 in Manila an Krebs. 

## Wirken
Mariano schrieb vor allem symbolische und romantische Geschichten, mit denen er die Leser der Zeitungen erreichte und große Zustimmung erntete. In dieser Zeit entwickelte er sein musikalisches Talent, schrieb Operetten, Zarzuelas in der Sprache Tagalog und erhielt deshalb den Beinamen Dekan der Tagalogautoren. Seine Werke Sampaguita wurden am Zorilla-Theater 1901, Anak ng Dagat, Ang Pakakak am Manila Grand Opera House 1913 und Ang Silanganan am Rizal-Theater in Tondo am 30. Dezember 1904 uraufgeführt. Am bekanntesten sind jedoch seine Übersetzungen von José Rizals gesellschaftskritischen Romanen Noli me tangere und El Filibusterismo und der Oper Lucia di Lammermoor von Gaetano Donizetti in die Sprache des Tagalog. Er erhielt zahlreiche Auszeichnungen für seine Arbeit, unter anderem von den Organisationen Union de Artistas, Union de Impresores, Buklod na Ginto, Aklatang Bayan und Lupong Tagapagpalaganap ng Akademya ng Wikang Tagalog. Patricio G. Mariano war Mitbegründer der Associacion Pro Patria.

## Romane
- Juan Masili: Ang Pinuno ng Tulisan (1906)
- Ang mga Anak Dalita (1911)
- Ang Tala sa Panghulo (1913)